# 술탄 쾨센
술탄 쾨센(튀르키예어: Sultan Kösen, 1982년 12월 10일 ~ )은 현재 기네스북에서 등재된 생존 인물 중 가장 최장신이다.
그는 튀르키예 마르딘 출신으로 거인증에 걸렸으며, 농구선수로 잠시 훈련을 받으며 말단비대증때문에 농구선수 생활이 불가능하였다.
그는 2009년 9월에 기네스 북으로부터 로버트 워들로와 바오시순에 이어 세계에서 가장 큰 사람으로 인정받았다.
그의 키는 2009년 이전 245cm였다가 기네스 북 기록 당시에는 249.5cm였다. 현재 말단비대증이 완치되었으며 키는 251cm이다.

## 같이 보기
- 로버트 워들로
- 쩡진롄